# Macrodontophion
Macrodontophion (лат.) — сомнительный род лофотрохозоев, окаменелые остатки которого были обнаружены в девонских отложениях Подолья. Был описан Zborzewsky в 1834 году (без указания видового названия); считается nomen dubium, поскольку основан на очень фрагментированном материале (включая также голотип, ракушку длиной 25 мм).
Считается, что все известные образцы Macrodontophion утеряны или находятся в частных коллекциях.

## История изучения
Первоначально считалось, что Macrodontophion был зубом, который принадлежал животному, похожему на Ophisaurus, или головоногого моллюска Beloptera, описанного в 1834 году. Поскольку в оригинальном описании мегалозавр упоминается в том же абзаце, в котором впервые появляется название рода Macrodontophion, многие палеонтологи, такие как Альфред Ромер в 1956 году, Steel в 1970 году и снова Ромер в 1976 году считали, что Macrodontophion относился к семейству Megalosauridae. Согласно работе Вейзхемпела 1990 года, Macrodontophion являлся базальным тероподом.
Zborzewsky в оригинальном описании указал, что находка была сделана в юрских слоях, а Ralph Molnar в 1990 году описал его как существо позднего юрского или мелового периода. Л. А. Несов предположил, что возраст зуба относится к раннему девонскому периоду и что он принадлежит к Днестровской свите, богатой зубами Porolepis, но в то время это не могло быть полностью подтверждено. Ольшевский в 2000 году отметил, что голотип Macrodontophion похож на зубы крокодила или плезиозавра. Dumbrava и Blieck (2005) и Voichyshyn (2006) уверенно отнесли Macrodontophion к раннему девонскому периоду днестровской свиты; они также подтвердили, что это был неопределённый лофотрохозой.